# Kokzygodynie

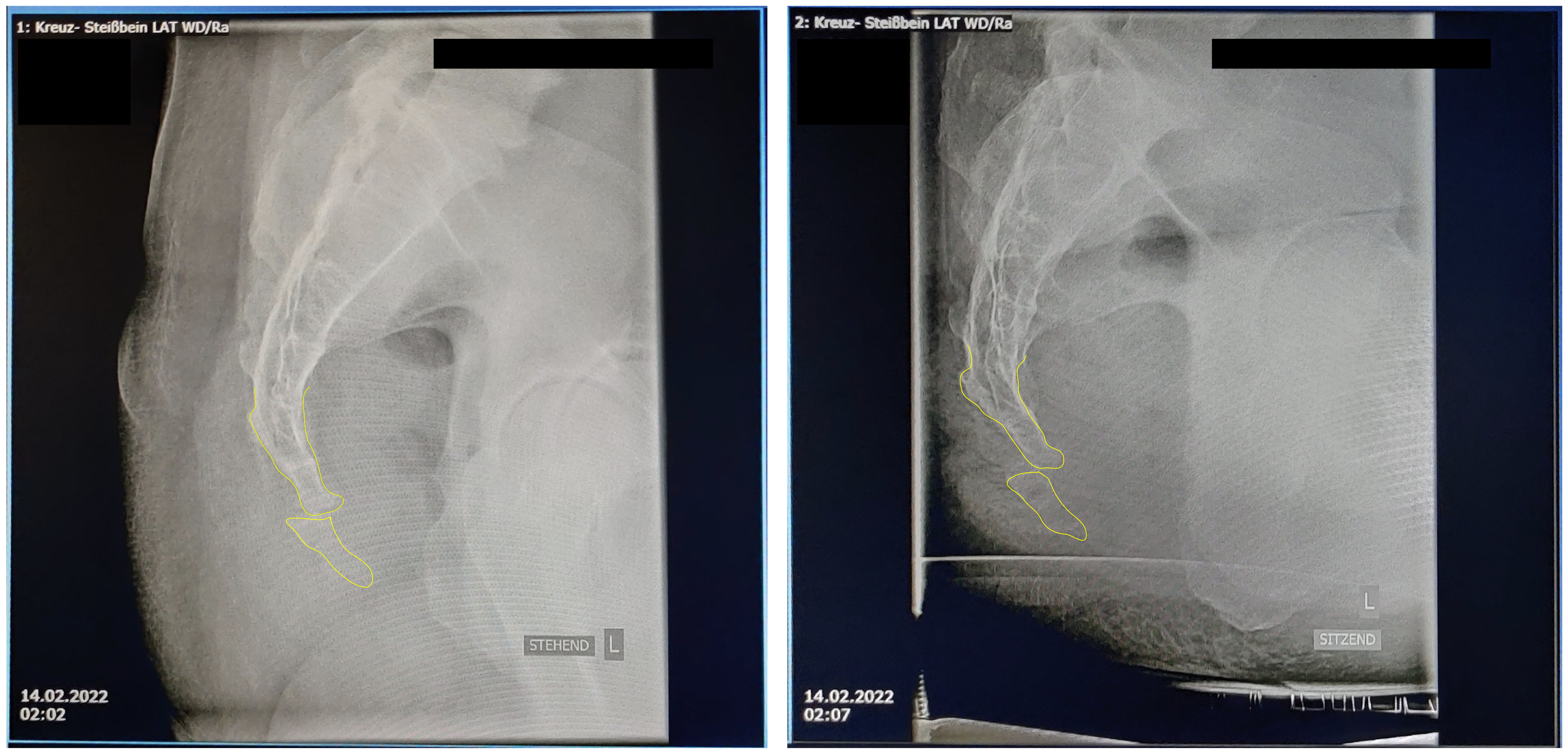
Steißbein seitlich im Stehen und im Sitzen mit krankhafter Veränderung, Röntgenaufnahmen

Kokzygodynie oder Coccygodynie (lateinisch Coccygodynia) ist der Fachausdruck für chronische Schmerzen in der Umgebung des Steißbeins (Os coccygis), die auch als Plexus pudendus-Schmerzen bezeichnet werden. Die Erkrankung hat häufig keine nachweisbare Ursache und wird dann als idiopathisch bezeichnet.

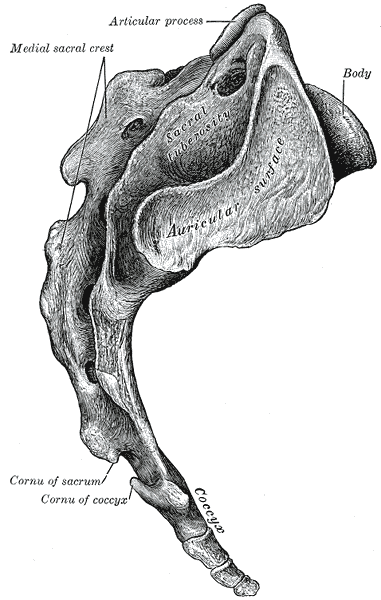
Seitenfläche Kreuzbein und Steißbein, Grays Anatomy

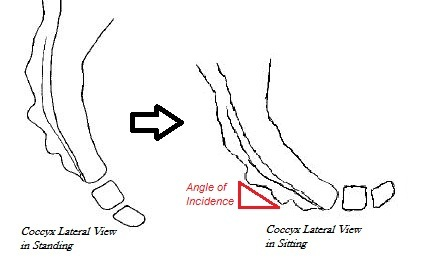
Steißbein seitlich im Stehen und im Sitzen

Mögliche Ursachen sind schlecht verheilte Verletzungen bzw. Frakturen oder angeborene Fehlbildungen des Steißbeins, tiefe Bandscheibenvorfälle, Tumoren, Folgen eines Unfalls oder einer mechanischen Überlastung während der Austreibungsphase einer Geburt, chronische Verstopfung, Erkrankungen der Ansatzsehnen der Muskeln des Beckenbodens oder der Beckenorgane. Adipositas ist ein Risikofaktor.
Zur Diagnosesicherung kann eine Steißbeinzielaufnahme angefertigt werden. Ihre Aussagekraft ist allerdings eingeschränkt, da der Winkel, in dem das Steißbein zum Kreuzbein steht, sehr variabel ist (Norm 10–30°).
Sensitiver ist eine MRT-Untersuchung, auf der man die knöchernen Verletzungen und die Verletzung der Weichteilgewebe besser beurteilen kann.
Der Goldstandard der Diagnostik ist nach wie vor die klinische Untersuchung. Der Untersucher führt den Zeigefinger rektal ein und bewegt das Steißbein zwischen Daumen und Zeigefinger. Eine schmerzhafte Beweglichkeit (ggf. mit fühlbarem Knochenreiben „Krepitation“) ist diagnosesichernd („pathognomonisch“).
80 % der Betroffenen sind weiblich. Sie klagen über Schmerzen beim Sitzen, beim Stuhlgang oder beim Geschlechtsverkehr. Neben der orthopädischen Untersuchung einschließlich Austastung vom Enddarm aus (auf Beweglichkeit und Druckschmerzhaftigkeit des Knochens) ist eine gynäkologische Untersuchung sinnvoll. Die bildgebenden Verfahren (Röntgenaufnahmen des Steißbeins, Computertomographie, Kernspintomographie) lassen meistens keine sichtbaren Veränderungen erkennen, sollten aber dennoch durchgeführt werden, um eine lokale Entzündung oder einen Tumor auszuschließen.

## Behandlung
Die Erkrankung ist wegen ihrer Langwierigkeit gefürchtet. Falls keine Ursache auffindbar ist, können örtliche Infiltrationen mit Kortikoiden oder Lokalanästhetika an der Verbindung zwischen dem Kreuz- und dem Steißbein versucht werden. Unwirksamkeit sollte erst nach drei Monaten festgestellt werden. Schmerzmittel in Tablettenform können zur Unterstützung eingesetzt werden. Für die konservative Behandlung ist die Versorgung mit einem Sitzring, Physiotherapie und evtl. Psychotherapie angebracht.
Wie bei allen langandauernden Beschwerden, bei denen keine Aussicht auf rasche Besserung gegeben werden kann, wird oft auf komplementärmedizinische Verfahren zugegriffen. Für den Patienten ist der Hinweis wichtig, dass es sich nicht um eine bedrohliche oder gar lebensgefährliche Erkrankung handelt. Als Ultima Ratio gilt die operative Entfernung des Steißbeins. In kleineren retrospektiv zusammengestellten Fallserien sind für diese Operation Erfolgsraten von mehr als 80 % berichtet worden.